# Gábor S. Pál
Gábor S. Pál (Budapest, 1940. március 4. –) magyar orvos, pszichiáter, Huszka Jenő-díjas zeneszerző.

## Életpályája
Apja szabómesterként, majd szabászként tartotta el a családot. Édesanyja a német megszállás idején életét kockáztatva rendszeresen ételt vitt a Budapesti gettóba. Gábor S. Pál, kilencévesen karmester szeretett volna lenni, de szülei, nem zenei pályára szánták. Zongorázni tanult és már gyermekkorában Mozart stílusában komponált születésnapi dalt édesanyjának. 1958-ban felvették az orvosi egyetemre. Egyetemi tanulmányai finanszírozásához mellékkeresetként, budapesti éjszakai szórakozóhelyeken lépett fel, a Savoy bárban és a Moszkva bárban zongorázott. Amatőr sportolóként súlyemeléssel foglalkozott, majd 1971-ben szakedzői oklevelet szerzett a Testnevelési Főiskolán (később a BSE csapatánál volt edző). Esztétika szakon a marxista egyetemen kapott diplomát. Orvosként a Budapesti Orvostudományi Egyetemen végzett 1965-ben. Radiológus, belgyógyász, neurológus és 1977 óta pszichiáter. 1998 óta az Amerikai Pszichiátriai Társaság és a New York-i Akadémia tagja. Dr. Gábor S. Pál  a pánikbetegség egyik legismertebb, nemzetközi hírű szakértője. Kutatómunkája során elsőként írta le a világon a pánikbetegség hasi formáját és elsők között a pánikbetegség ideggyógyászati megnyilvánulásait. Vizsgálta azt a gyógyszert is, amely a pánikkal együtt a magas vérnyomásos rohamokat is megszünteti. Felismerése sokkal gyorsabb és eredményesebb gyógyulást biztosít az eddigieknél. A televízióban bemutatták a pánikról szóló ismeretterjesztő filmjét. Gyógyító illetve kutatómunkájával 51 országban szabadalmi oltalmat nyert el, köztük az Egyesült Államokban, az Európai Unióban, Kínában, Mexikóban, Hongkongban, Szingapúrban, Új-Zélandon stb.
Zeneszerzőként, 1974-ben 34 évesen nyilatkozta:  

„25 éve komponálok, nemcsak könnyűzenét, hanem komolyabbat is, jazzt is. Túl vagyok a 30-on, de úgy érzem, tudom mi kell a tizenéveseknek. Michel Legrand a kedvencem, s ezért a legtöbb dalom franciás ihletésű. A lassú, dallamos nótákat szeretem, de bluestól és a rocktól sem idegenkedem.”

A klasszikus táncdalfesztiválok (1966-1972) idején, 1970-ben írta meg a Dönteni kell című számot. A partitúrát bevitte a Magyar Rádióba, ahonnan értesítették, hogy Ambrus Kyri énekli majd a dalt. Hamarosan azonban a rögzített szerzeményt – központi utasításra – törölték a rádió archívumából is. Az ok: a dal szövegírója, Mózes Endre Izraelbe emigrált, s a pártbizottság meg akarta kímélni a magyar slágerrajongókat egy disszidens nótáitól. 
Gábor S. Pál felhívta az akkor már befutott szövegírót, Szenes Ivánt, aki meghallgatta zongorajátékát is, majd lelkesen megjegyezte: „Tisztára Michel Legrand!” Attól fogva számos dalt együtt írtak. Második közös szerzeményük: a Kicsi, gyere velem rózsát szedni Cserháti Zsuzsa előadásában nagy sláger lett. Kovács Kati énekelte az Úgy szeretném meghálálni, és a Találkozás egy régi szerelemmel című számokat, amelyeket a továbbiakban is több sikerdal követett, ismert, népszerű hazai előadók tolmácsolásában.   
Nemzetközi sikerei közül kiemelkedik az 1974-ben Tokióban a Yamaha fesztiválon, Vincze Viktória előadásában előadott Hány éjjel vártam című szerzeménye, amely elnyerte a II. díjat, és megkapta a kiváló zeneszerzői díjat is. 1975-ben a hollywoodi világdalfesztiválon (American Song Festival – Hollywood) a Hosszú, forró nyár című szerzeménye nyerte el a Honorable mention díjat, a zsűri különdíját. Ezt a dalt idehaza Zalatnay Sarolta vitte sikerre. A Szovjetunióban is a legnépszerűbb külföldi szerzők közé tartozott, dalaihoz az orosz szövegeket Robert Ivanovics Rozsgyesztvenszkij költő, műfordító írta. Az NSZK-ban Heidi Brühl népszerűsítette és énekelte nagylemezre számait. A nyolcvanas évek elején a zeneszerzést abbahagyta, és azóta főleg a pánikbetegséggel foglalkozik. 

## Könyve
- Gábor S. Pál: A pánikbetegség felismerése és kezelése (Vox Medica Kiadói Kft., Budapest, 2012)  ISBN 978-963-9740-26-6

## Diszkográfia
- Találkozás egy régi szerelemmel – Gábor S. Pál dalai (LP, Comp) Pepita, SLPX 17573 (1979)
- Úgy szeretném meghálálni (LP, Comp) Favorit SLPM 37180 (1989)
- Best of Gábor S. Pál – Találkozás egy régi szerelemmel (CD, Comp) Hungaroton, HCD 16827 (1998)
- Dalsanról szól a dal – Gábor S. Pál válogatott dalai (CD, Comp, Promo) Hungaroton, GKR 00015 (2006)
- Trio Midnight feat. Tony Lakatos, Szakcsi Lakatos Béla: To Meet Again – Gábor S. Pál dalai (2CD, Comp) Tom-Tom Records, (2017)

## Szerzeményeiből
- Kicsi, gyere velem rózsát szedni – Cserháti Zsuzsa
- Találkozás egy régi szerelemmel – Kovács Kati
- Úgy szeretném meghálálni – Kovács Kati
- Mindent ami szép – Kovács Kati
- Várlak még, (Hosszú forró nyár) – Zalatnay Sarolta
- Hadd legyek újra gyerek – Zalatnay Sarolta
- Végállomás – Zalatnay Sarolta
- Voltál és nem vagy itt – Katona Klári
- Hány éjjel vártam – Vincze Viktória
- Téged nem felejtlek el – Vincze Viktória
- Lánynak születtem – Harangozó Teri
- Szégyen, hogy sírok – Fábián Éva
- Ha annyi forintosom lenne – Korda György és Balázs Klári
- Szerelmet adj a szerelemért – Korda György
- Himnusz a nyárhoz – Szécsi Pál
- Ez az utolsó tánc – Delhusa Gjon
- Félig sem szerelem – M7 együttes
- Nem lehet boldogságot venni – M7 együttes
- Valaki áttáncolt az életemen – M7 együttes
- dalait feldolgozta: a Trio Midnight, Tony Lakatos, és Szakcsi Lakatos Béla

## Televíziós munkáiból
- Táncoljunk! '76 – Szilveszteri popzene (1976) (zeneszerző)
- Pánik nélkül (műsorvezető)
- Spanyolul tudni kell (2019) (zeneszerző)

## Díjai, elismerései
- Közbiztonsági Érem (arany fokozat) (1973)[2]
- II. díj és Kiváló zeneszerző díj[3] (Yamaha fesztivál, Tokió, 1974)
- Honorable mention különdíj (American Song Festival – Hollywood, 1975)
- Huszka Jenő-díj (1998), életműdíj[4]